# Adam Naruszewicz
Adam Naruszewicz (Pinszk, 1733. október 20. – Janów Podlaski, 1796. július 8.) lengyel történetíró, költő, jezsuita szerzetes.

## Élete
Pap lett és 1748-ban a jezsuiták rendjébe lépett; ezek kollégiumaiban és külföldön utaztában tanult. A király, akinek Czartoryski herceg ajánlotta, a rend eltörlése után két plébániával ajándékozta meg Naruszewicz-et, s megbízta Lengyelország történetének megirásával; 1788-ban szmolenszki, 1790-ben lucki püspök, s részt vett a nagy országgyűlésben is, de a feloszlatás után visszavonult a magánéletbe. Költeményei Lyrika (4 kötet, Varsó, 1778) címen jelentek meg; prózában megírta Chodkiewicz tábornok életrajzát (uo. 1781); a krími háború történetét (Tauryka, uo. 1787); stb. Fő műve: Historya narodu polskiego (6 köt. uo. 1780-86; az I. Köt. 1834), amely a Piast-dinasztia történetét tárgyalja. A Teki Naruszewicza okmánygyűjtemény, melyet Naruszewicz másoltatott le e műve folytatására, Czartoryski herceg és mások könyvtáraiban hever.